# Comunitat de municipis del País de Corlay
La Comunitat de municipis del País de Corlay (en bretó Kumuniezh kumunioù Bro Gorle) és una estructura intercomunal francesa, situada al departament de les Costes d'Armor a la regió Bretanya, al País de Centre Oest Bretanya. Té una extensió de 112,86 kilòmetres quadrats i una població de 3.108 habitants (2006).

## Composició
Agrupa 5 comunes :
1. Corlay
2. Le Haut-Corlay
3. Plussulien
4. Saint-Martin-des-Prés
5. Saint-Mayeux